# Форт-Пирс
Форт-Пирс — город на востоке штата Флорида Соединённых Штатов Америки, на побережье Атлантического океана. Расположен в округе Сент-Луси. Форт-Пирс назван в честь военной установки Форт-Пирс, построенной в этом районе в 1838 году во время Второй Семинольской войны. Форт-Пирс также известен как Город Восхода Солнца (англ. the Sunrise City), а Городом Заката Солнца является Сан-Франциско.

## Население
По переписи 2010 года население составляло 41 590 человек. По состоянию на 2012 год, население, зарегистрированное Бюро переписи населения США, составило 42 645 человек.

## Климат
Климат Форт-Пирса — субтропический океанический, хотя он тесно граничит с климатом тропической саванны.
| Показатель                         | Янв. | Фев. | Март | Апр. | Май  | Июнь | Июль | Авг. | Сен. | Окт. | Нояб. | Дек. | Год  |
| ---------------------------------- | ---- | ---- | ---- | ---- | ---- | ---- | ---- | ---- | ---- | ---- | ----- | ---- | ---- |
| Абсолютный максимум, °C            | 22,3 | 23,3 | 24,9 | 26,8 | 29,3 | 31,1 | 32,1 | 31,9 | 31,1 | 29   | 25,9  | 23,3 | 27,6 |
| Абсолютный минимум, °C             | 11,1 | 12,4 | 14,2 | 16,7 | 20,5 | 22,8 | 23,3 | 23,5 | 23,3 | 20,7 | 16,3  | 12,9 | 18,2 |
| Источник: National Weather Service |      |      |      |      |      |      |      |      |      |      |       |      |      |

## Образование
Государственные средние школы в городе включают Центральную среднюю школу Форт-Пирса, Среднюю школу Форт-Пирс-Вествуд и Академию Линкольн-Парка. Частные школы включают Католическую среднюю школу Джона Кэрролла и Баптистскую школу веры. Частные средние школы в пределах города включают в себя Академию Святого Эндрю и Среднюю школу Святой Анастасии. Колледж Штата Индиан-Ривер также расположен в Форт-Пирсе.

## Достопримечательности
- Галерея и музей А. Э. Бекус[англ.]
- Здание-аркада[англ.]
- Дом Бостон[англ.]
- Морской филиал океанографического института[англ.]
- Ботанические сады Хиткот[англ.]
- Историческая центральная дорога
- Главная улица Линкольн-Парк
- Старая городская ратуша Форт-Пирс[англ.]
- Старый парк Форт-Пирс[англ.]
- Национальный морской музей UDT-SEAL[англ.]
- Театр Восхода Солнца[англ.]